# Шаховские
Шаховски́е  (Шемякины, Шеховские) — русский княжеский род, происходящий от Рюрика в XVII колене.
Род внесён в Бархатную книгу. Род князей Шаховских записан в пятую часть родословной книги губерний Курской, Московской, Новгородской, Псковской, Смоленской, С.-Петербургской, Тверской и Харьковской. Герб внесен во II часть Общего Гербовника. Есть ещё дворянский род Шаховских, записанный во вторую часть родословной книги.

## Происхождение и история рода
Ведут своё начало от смоленских князей — мономаховичей. Сын святого князя Фёдора Ростиславовича Смоленского, князь Давид Фёдорович (1321) получил в удел Ярославль, а его правнук — Константин Глебович, князь Ярославский, по прозвищу Шах, бывший воеводой в Нижнем Новгороде (1482), вместе с сыновьями Андреем и Юрием Константиновичем являются родоначальниками княжеского рода. Многие из Шаховских назывались ещё Шемякиными, по имени князя Александра Андреевича Шемяки, но с XVII века все без исключения стали называться Шаховскими.
Не имея большого значения в XV-XVI веках, род мало пострадал от опричнины Ивана Грозного и не принадлежал к аристократическому окружению, захватившему власть в начале XVII века, в правлении Василия Шуйского. Наоборот, в лице видного представителя Григория Петровича Шаховского, они выступили против этой партии и немало содействовали в её падении. При первых государях из дома Романовых — Шаховские не поднимались очень высоко и только некоторые достигли думных чинов. В XVIII веке князья Шаховские выдвинулись и стали занимать очень видные посты на государственной службе. Князь Алексей Иванович был сенатором, генерал-аншефом и правителем Малороссии при Анне Иоановне. Князь Яков Петрович являлся генерал-прокурором. В XIX веке Шаховские дали также немало выдающихся деятелей. Князь Алексей Иванович — герой Кавказской войны, князь Александр Александрович — драматург, князь Иван Леонтьевич — член государственного совета, генерал от инфантерии, боевой генерал во времена Александра I и Николая I.

## Ранние Шаховские[2]
В XVI веке род разделился на восемь крупных ветвей, основанных детьми и внуками Александра Андреевича Шемяки Шаховского.
- Константин Глебович Шах
  - Андрей Константинович
    - Александр Андреевич Драница
      - Иван Александрович

    - Александр Андреевич Шемяка
      - Андрей Александрович
        - Михаил Андреевич Большой
          - Федор Михайлович
          - Иван Михайлович

        - Данило Андреевич, родоначальник первой ветви князей Шаховских
        - Иван Андреевич, родоначальник второй ветви князей Шаховских Портрет семейства Шаховских

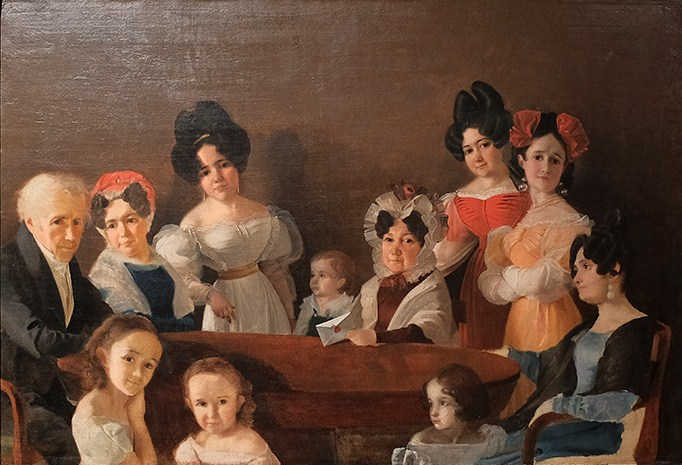
Портрет семейства Шаховских

        - Петр Андреевич, родоначальник третьей ветви князей Шаховских
        - Михаил Андреевич Меньшой, родоначальник четвёртой ветви князей Шаховских

      - Семён Андреевич
        - Дмитрий Андреевич, родоначальник пятой ветви князей Шаховских

      - Федор Александрович, родоначальник шестой ветви князей Шаховских
      - Иван Александрович, родоначальник седьмой ветви князей Шаховских
      - Василий Александрович, родоначальник восьмой ветви князей Шаховских
      - Григорий Александрович
      - Александр Александрович

  - Юрий Константинович
    - Иван Юрьевич
    - Роман Юрьевич
    - Александр Юрьевич
    - Константин Юрьевич

## Известные представители
Из потомков Константина Глебовича более известны:

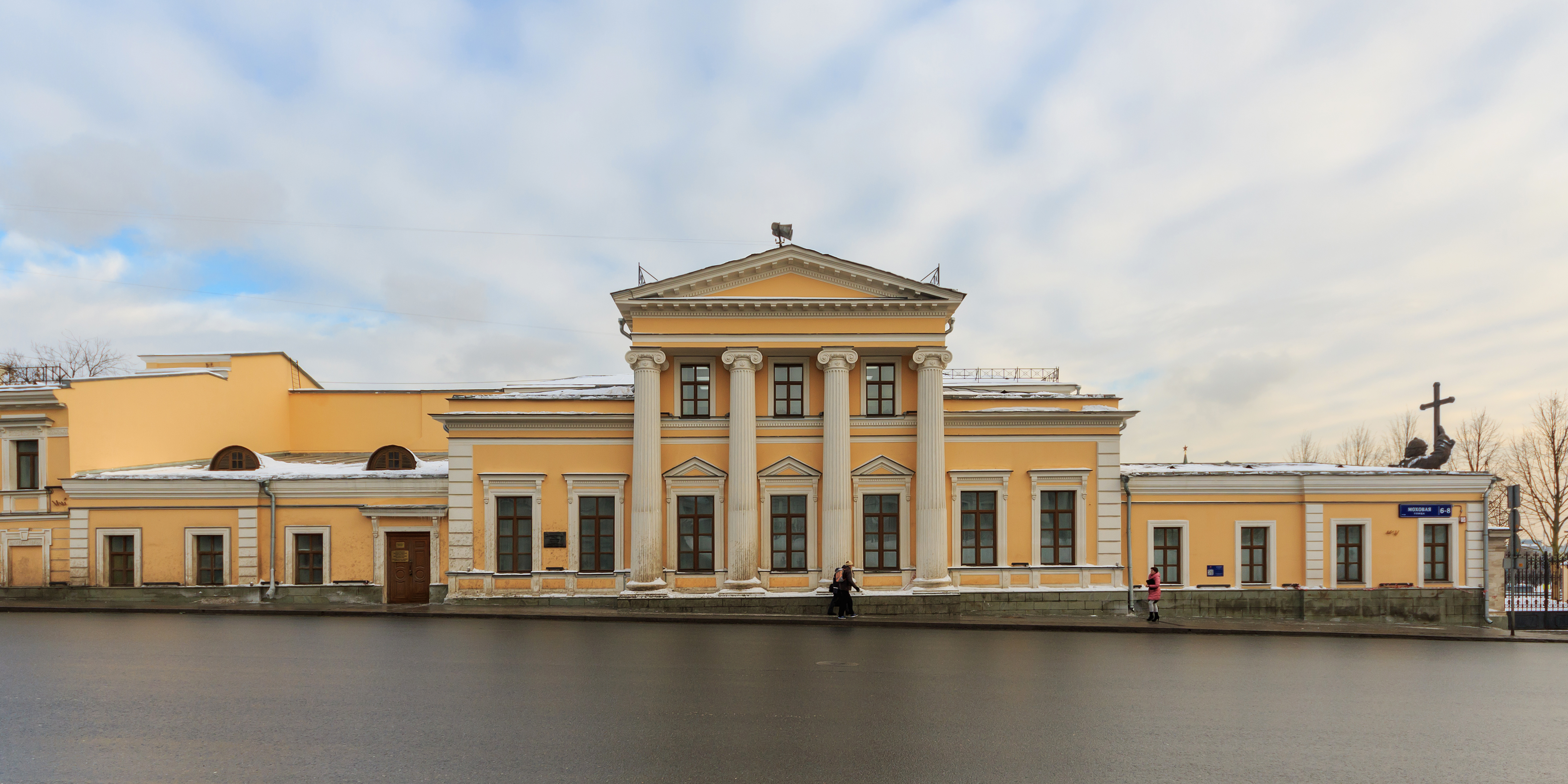
Московская усадьба Шаховских (Моховая, 8).

- князь Мирон Михайлович (?—1632), упоминается с 1590 года, письменный голова в Тобольске, начальник неудачной экспедиции, снаряжённой на реку Тару для построения при её устье острожка и обложения инородцев ясаком, воевода каргопольский, псковской, костромской и нижегородский (восьмая ветвь);
- Григорий Петрович (?—1612), любимец первого самозванца, воевода путивльский (третья ветвь);
- Иван Фёдорович Большой (упоминается в 1606—1647 годах), воевода царёвосанчурский в 1616—1617, рыльский в 1618—1619 и томский 1620—1622, крапивинский в 1627, черньский, младший воевода в Туле в 1627—1629; воевода у Петровских ворот в 1633, полковой воевода в Ржеве в 1634, костромской в 1635—1636, саратовский в 1638, цивильский в 1644—1647; участник войны с поляками (1634); судья Владимирского судного приказа в 1631 и в 1642—1643 (первая ветвь);
- Иван Фёдорович Меньшой — дворянин московский, воевода в Костроме и судья в Приказе Новой чети (первая ветвь);
- Фёдор Иванович Шаховской — патриарший и царский стольник, воевода и окольничий, старший сын Ивана Меньшого,
- Андрей Фёдорович Шаховской (†1705) — первый генерал-квартирмейстер Русской армии, назначенный Петром I в феврале 1702 года, один из сыновей Фёдора Ивановича Шаховского.
- Семён Иванович Харя — енисейский воевода, писатель (третья ветвь);
- Юрий Иванович Косой, известный своей победой в 1612 году над целой польской армией под Погорелым Городищем (вторая ветвь);
- Михаил Никитич (упоминается в 1606—1663 годах), стольник с 1629 года, воевода орловский в 1653—1654 и тарский в 1659—1663) (вторая ветвь);
- Перфилий (Порфилий) Иванович, стряпчий (1658), стольник (1671), окольничий (1690) и воевода
- Михаил Семёнович, судья в московском и владимирском судных приказах (третья ветвь);
- Алексей Иванович (1688—1752), статский советник, советник Юстиц-коллегии (вторая ветвь);

братья (вторая ветвь):
- Алексей Иванович (ок. 1690 — 1737), сенатор, генерал-аншеф и правитель Малороссии;
- Михаил Иванович, тайный советник сенатор, с 1753 года президент Камер-коллегии;
- Григорий Иванович, белгородский губернатор, посол в Константинополе в 1758 году;

братья (шестая ветвь):
- Николай Леонтьевич (1757—1836), сенатор, генерал-майор;
- Иван Леонтьевич (1777—1860), генерал от инфантерии, член государственного совета, отличившийся во время военных действий в 1812—1814 годах и при усмирении польского мятежа 1830—1831 годов;

- Александр Александрович (1777—1846), драматический писатель, с 1810 года академик Академии Наук (третья ветвь);
- Алексей Иванович (1821—1900), генерал от инфантерии, один из кавказских героев (шестая ветвь);
- Иван Андреевич (?—1811) — генерал от кавалерии, действительный тайный советник, сенатор. (седьмая ветвь);
  - Пётр Иванович (1751—1827) — тайный советник, Псковский гражданский губернатор.
    - Фёдор Петрович (1796—1829) — отставной майор, декабрист.
      - Иван Фёдорович (1826—1894) — генерал от кавалерии.
        - Дмитрий Иванович (1861—1939) — российский общественный и политический деятель. Министр государственного призрения Временного правительства (1917);
- Константин Яковлевич (1905—1972) — священномученик Русской церкви, протоиерей (третья ветвь).